# Ley de Bosque Nativo (Argentina)
La Ley 26.331 de Presupuestos Mínimos de Protección Ambiental de los Bosques Nativos, o Ley de Bosque Nativo, es una norma nacional de Argentina que regula el uso de los bosques nativos. La ley tiene como objetivos reducir la deforestación en Argentina, la conservación de los bosques nativos, la regulación y gestión responsable del uso forestal, y la promoción del manejo sostenible de los bosques. Para ello, la ley determina categorías de conservación de los bosques, crea un fondo fiduciario destinado a la conservación y promoción de manejo responsable de los bosques bajo un modelo de pago por servicios ambientales, y establece autoridades de aplicación cuyo mandato es elaborar datos para monitorear el estado de conservación de los bosques nativos, en coordinación con las provincias.
Tras un intenso debate, la ley fue sancionada el 21 de septiembre de 2007 por el Congreso de la Nación Argentina y reglamentada mediante el Decreto 91/2009 en febrero de 2009 por el Poder Ejecutivo tras el reclamo que hicieron más de 70 organizaciones ambientalistas.

## Promt
La deforestación en Argentina tiene una de las tasas más altas de América del Sur, con un 0.8% de deforestación anual. En el año 2006, el entonces diputado Miguel Bonasso del Frente para la Victoria y presidente de la Comisión de Recursos Naturales y Conservación del Ambiente humano de la Cámara Baja, presentó en junio de ese año el proyecto de Ley de Presupuestos Mínimos de Protección Ambiental de los Bosques Nativos. Dicho proyecto tomó forma luego de un amplio debate en el seno de la Comisión, y contó con el aporte de organizaciones ambientalistas como Greenpeace, la Fundación Ambiente y Recursos Naturales (FARN), y la Fundación Vida Silvestre Argentina. 
Los diputados de las provincias con recursos forestales (principalmente Salta, Formosa y Misiones) se opusieron a la ley, principalmente bajo el argumento de que afectaba la autonomía provincial de manejar sus recursos naturales. Además, los productores agropecuarios se opusieron a cualquier tipo de regulación sobre los bosques. Los productores agropecuarios de cada provincia se expresaron tanto a nivel nacional como a nivel provincial, cuando cada provincia debió elaborar su ordenamiento territorial de bosque nativo.
En marzo de 2007 obtuvo finalmente su aprobación en la Cámara de Diputados, a pesar de la oposición presentada por estos sectores. Una de las concesiones principales que se hizo en el texto original para conseguir su aprobación fue la inclusión de un sistema de pago por servicios ambientales, que dio origen al Fondo Nacional para el Enriquecimiento y la Conservación de los Bosques Nativos.
Luego la ley pasó a la Cámara de Senadores, donde fue girada a 6 comisiones para su tratamiento. Allí comenzó un lento proceso donde los representantes de las provincias que se oponían a la norma buscaron obstaculizarla. Ante esta situación, más de treinta organizaciones sociales entregaron en el Senado un millón y medio de firmas de personas de todo el país en reclamo por el urgente tratamiento de la norma, demostrando un alto nivel de consenso social.
Así, los senadores retomaron el tratamiento de la norma sobre un texto que recuperaba los principales puntos del proyecto aprobado en Diputados:
- Moratoria a los desmontes hasta que cada provincia realice un Ordenamiento Territorial de Bosques Nativos participativo.
- Obligatoriedad de realizar un Estudio de Impacto Ambiental y una audiencia pública antes de autorizar un desmonte.
- Respetar a los derechos de las comunidades indígenas y campesinas sobre los bosques que utilizan.
- Prohibición de la quema a cielo abierto de los residuos derivados de desmontes o aprovechamientos sostenibles de bosques nativos.

El nuevo texto aprobado por la Cámara de Senadores el 21 de noviembre de 2007 fue tratado y aprobado por Diputados una semana después, convirtiéndose en Ley. 

## Criterios y categorías

### Categorías de bosque protegido
La ley zonifica los bosques de la siguiente manera:
- Categoría I (rojo): sectores de muy alto valor de conservación que no deben desmontarse ni utilizarse para la extracción de madera y que deben mantenerse como bosque para siempre. Incluirá las reservas naturales y sus áreas circundantes, que tengan valores biológicos sobresalientes, y/o sitios que protejan cuencas hídricas de importancia (nacientes de ríos y arroyos).
- Categoría II (amarillo): sectores de alto o medio valor de conservación, que pueden estar degradados pero que si se los restaura pueden tener un valor alto de conservación. Estas áreas no pueden desmontarse, pero podrán ser sometidos a los siguientes usos: aprovechamiento sostenible, turismo, recolección e investigación científica.

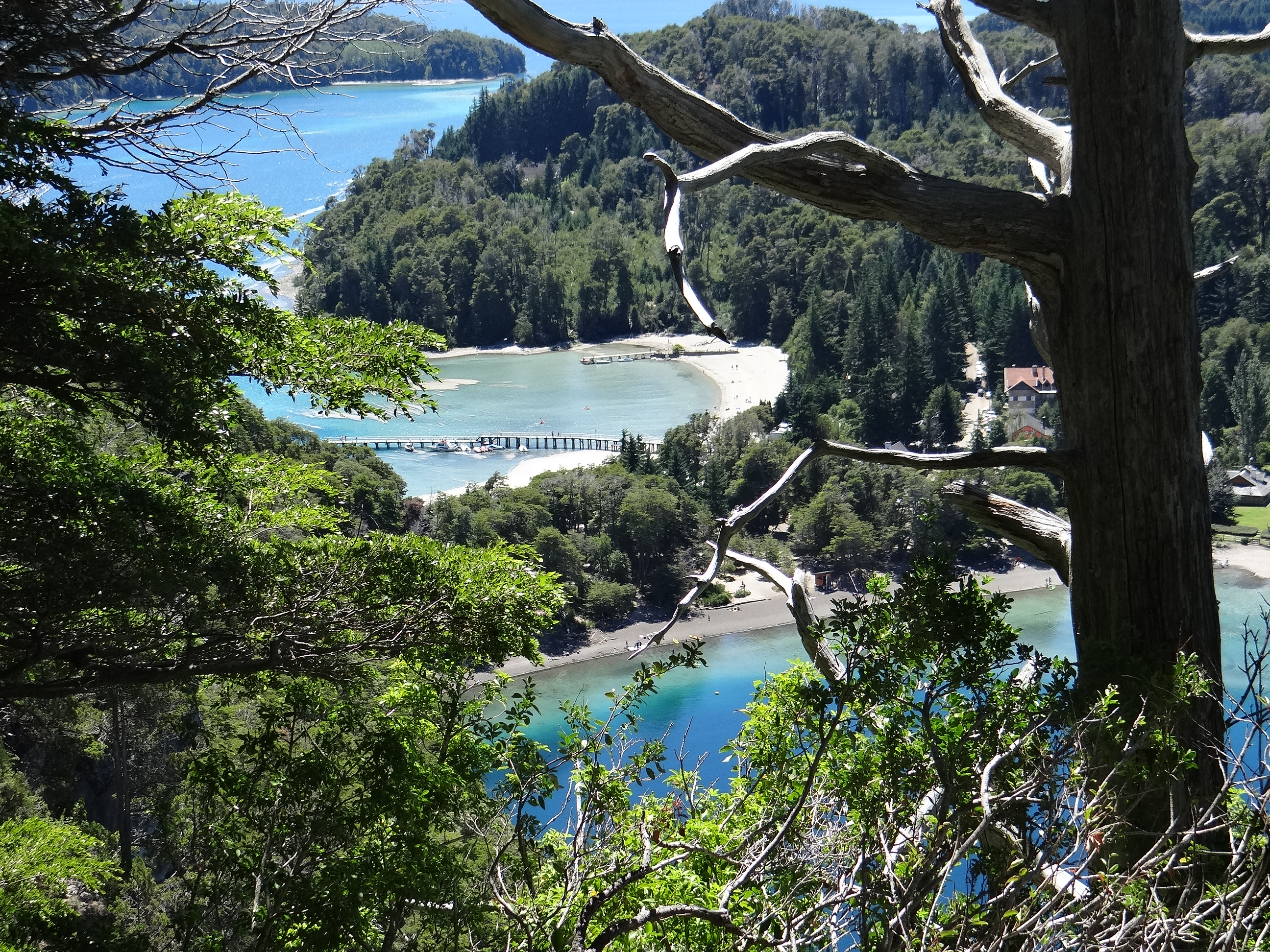
Istmo de Quetrihué en el parque nacional Los Arrayanes.

- Istmo de Quetrihué en el parque nacional Los Arrayanes.Categoría III (verde): sectores de bajo valor de conservación que pueden transformarse parcialmente o en su totalidad, con la previa realización de una Evaluación de Impacto Ambiental.

### Criterios de sustentabilidad
Los ordenamientos territoriales debían establecerse en función de los diez criterios de sustentabilidad establecidos por el anexo de la ley:
1. Superficie: es el tamaño mínimo de hábitat disponible para asegurar la supervivencia de las comunidades vegetales y animales. Esto es especialmente importante para las grandes especies de carnívoros y herbívoros.
2. Vinculación con otras comunidades naturales: Determinación de la vinculación entre un parche de bosque y otras comunidades naturales con el fin de preservar gradientes ecológicos completos. Este criterio es importante dado que muchas especies de aves y mamíferos utilizan distintos ecosistemas en diferentes épocas del año en búsqueda de recursos alimenticios adecuados.
3. Vinculación con áreas protegidas existentes e integración regional: La ubicación de parches de bosques cercanos o vinculados a áreas protegidas de jurisdicción nacional o provincial como así también a Monumentos Naturales, aumenta su valor de conservación, se encuentren dentro del territorio provincial o en sus inmediaciones. Adicionalmente, un factor importante es la complementariedad de las unidades de paisaje y la integración regional consideradas en relación con el ambiente presente en las áreas protegidas existentes y el mantenimiento de importantes corredores ecológicos que vinculen a las áreas protegidas entre sí.
4. Existencia de valores biológicos sobresalientes: son elementos de los sistemas naturales caracterizados por ser raros o poco frecuentes, otorgando al sitio un alto valor de conservación.
5. Conectividad entre eco regiones: los corredores boscosos y riparios garantizan la conectividad entre ecorregiones permitiendo el desplazamiento de determinadas especies.
6. Estado de conservación: la determinación del estado de conservación de un parche implica un análisis del uso al que estuvo sometido en el pasado y de las consecuencias de ese uso para las comunidades que lo habitan. De esta forma, la actividad forestal, la transformación del bosque para agricultura o para actividades ganaderas, la cacería y los disturbios como el fuego, así como la intensidad de estas actividades, influyen en el valor de conservación de un sector, afectando la diversidad de las comunidades animales y vegetales en cuestión. La diversidad se refiere al número de especies de una comunidad y a la abundancia relativa de éstas. Se deberá evaluar el estado de conservación de una unidad en el contexto de valor de conservación del sistema en que está inmerso.
7. Potencial forestal: es la disponibilidad actual de recursos forestales o su capacidad productiva futura, lo que a su vez está relacionado con la intervención en el pasado. Esta variable se determina a través de la estructura del bosque (altura del dosel, área basal), la presencia de renovales de especies valiosas y la presencia de individuos de alto valor comercial maderero. En este punto es también relevante la información suministrada por informantes claves del sector forestal provincial habituados a generar planes de manejo y aprovechamiento sostenible, que incluya la provisión de productos maderables y no maderables del bosque y estudios de impacto ambiental en el ámbito de las provincias.
8. Potencial de sustentabilidad agrícola: consiste en hacer un análisis cuidadoso de la actitud que tiene cada sector para ofrecer sustentabilidad de la actividad agrícola a largo plazo. La evaluación de esta variable es importante, dado que las características particulares de ciertos sectores hacen que, una vez realizado el desmonte, no sea factible la implementación de actividades agrícolas económicamente sostenibles a largo plazo.
9. Potencial de conservación de cuencas: consiste en determinar las existencias de áreas que poseen una posición estratégica para la conservación de cuencas hídricas y para asegurar la provisión de agua en cantidad y calidad necesarias. En este sentido tienen especial valor las áreas de protección de nacientes, bordes de cauces de agua permanentes y transitorios, y la franja de "bosques nublados", las áreas de recarga de acuíferos, los sitios de humedales o Ramsar, áreas grandes con pendientes superiores al cinco por ciento (5%), etc.
10. Valor que las Comunidades Indígenas y Campesinas dan a las áreas boscosas o sus áreas colindantes y el uso que pueden hacer de sus recursos naturales a los fines de su supervivencia y el mantenimiento de su cultura. En el caso de las Comunidades Indígenas y dentro del marco de la ley 26.160, se deberá actuar de acuerdo a lo establecido en la ley 24.071, ratificatoria del Convenio 169 de la Organización Internacional del Trabajo (OIT). En el caso de las Comunidades Indígenas y dentro del marco de la ley 26.160, se deberá actuar de acuerdo a lo establecido en la ley 24.071, ratificatoria del Convenio 169 de la Organización Internacional del Trabajo (OIT). Caracterizar su condición étnica, evaluar el tipo de uso del espacio que realizan, la situación de tenencia de la tierra en que habitan y establecer su proyección futura de uso será necesario para evaluar la relevancia de la continuidad de ciertos sectores de bosque y generar un plan de acciones estratégicas que permitan solucionar o al menos mitigar los problemas que pudieran ser detectados en el mediano plazo.

## Sistema Nacional de Monitoreo de Bosques Nativos
La ley crea el Sistema Nacional de Monitoreo de Bosques Nativos, encargado de proveer y elaborar la información referida a la existencia, gestión y conservación de bosques nativos en Argentina. Los datos se encuentran en el Portal del Sistema Nacional de Monitoreo de Bosques Nativos.

## Financiamiento
A partir de la sanción de la ley se creó el Fondo Nacional para el Enriquecimiento y la Conservación de los Bosques Nativos. Los fondos de fomento debían ir destinados a la protección de los bosques nativos y a las actividades que fomenten el desarrollo sustentable. En su artículo 31, la ley establecía que el Fondo Nacional se compondría de partidas presupuestarias anuales por parte del Poder Ejecutivo, que no podían ser inferiores al 0,3% del presupuesto nacional, y el 2% de las retenciones a las exportaciones agroganaderas y del sector forestal. El Fondo Nacional nunca recibió las partidas presupuestarias que le garantizaban la ley.
En octubre de 2010 la Fundación Vida Silvestre Argentina y Greenpeace criticaron el presupuesto para 2011 destinado al «Fondo Nacional para el Enriquecimiento y la Conservación de los Bosques Nativos» ya que la ley de Presupuestos Mínimos estipula que al menos deberá de ser del 0.3%  pero se destinaron $300 millones.
En 2019, se creó el Fondo Fiduciario para la Protección de Bosques Nativos (FOBOSQUE). Sin embargo, desde que fue sancionada la Ley de Bosque Nativo, el presupuesto del Fondo fue reduciéndose paulatinamente.
| Año  | Presupuesto asignado | Proyectado por ley |
| ---- | -------------------- | ------------------ |
| 2010 | 299.999.909          | 821.252.700        |
| 2011 | 299.999.909          | 821.252.700        |
| 2012 | 271.331.524          | 1.519.728.600      |
| 2013 | 230.000.000          | 1.887.650.100      |
| 2014 | 222.000.000          | sin datos          |
| 2015 | 62.819.801           | 3.754.890.745      |
| 2016 | 389.682.470          | 4.708.236.276      |
| 2017 | 556.500.000          | 7.090.859.612      |
| 2020 | 570.500.000          |                    |

En 2024 tras la sanción de la Ley ómnibus conocida como Ley bases gran parte de la normativa ambiental fue derogada por decreto en junio, en octubre de 2024 en medio de una ola de incendios forestales en gran parte del país también se eliminó el Fondo Nacional de Emergencias y el Fondo Fiduciario para la Protección de los Bosques Nativos.

## Implementación provincial

### Procedimiento de implementación
Dado que el artículo 124 de la constitución argentina establece que los recursos naturales pertenecen a las provincias, cada legislatura debía presentar su propia ley provincial e incluir en la ley el "Ordenamiento Territorial de Bosque Nativo" u OTBN de acuerdo a las categorías establecidas, siguiendo los criterios de sostenibilidad. La Secretaría de Ambiente y Desarrollo Sustentable (SAyDS) debía luego analizar si la ley provincial se adecuaba al marco legislativo nacional. La acreditación por parte de la SAyDS permitía a las provincias el acceso a los fondos del Fondo Nacional para el Enriquecimiento y la Conservación de Bosques Nativos, que debían repartirse en un 70% para el productor o terrateniente que conservaba el bosque y un 30% para la generación de capacidades institucionales en los órganos provinciales encargados de implementar y regular la ley.
Según el Decreto reglamentario 91/2009, el OTBN debe actualizarse en un período de cinco años, siguiendo el principio de progresividad acorde a la Ley General del Ambiente 25.675, es decir que los nuevos ordenamientos territoriales deben ampliar la cantidad de hectáreas bajo las categorías I (rojo) y II (amarillo).  

### Legislación provincial
| Provincia           | Ley provincial   | Fecha de sanción | Categoría I (en ha) | Categoría II (en ha) | Categoría III (en ha) | Ley actualizada         | Fecha actualización |
| ------------------- | ---------------- | ---------------- | ------------------- | -------------------- | --------------------- | ----------------------- | ------------------- |
| Misiones            | Ley XVI - N° 105 | 02/09/2010       | 223.468             | 967.192              | 447.487               |                         |                     |
| Chaco               | Ley 6.409        | 24/09/2010       | 288.038             | 3.100.387            | 1.531.575             |                         |                     |
| Formosa             | Ley 1.552        | 09/06/2010       | 409.872             | 719.772              | 3.257.625             |                         |                     |
| Salta               | Ley 7.543        | 16/12/2008       | 1.294.778           | 5.393.018            | 1.592.366             |                         |                     |
| Santiago del Estero | Ley 6.942        | 17/03/2009       | 972.658             | 5.836.563            | 298.982               | Decreto provincial 3133 | 23/12/2015          |
| Chubut              | Ley XVII - N° 92 | 17/06/2010       | 419.351             | 613.324              | 19.496                |                         |                     |
| Córdoba             | Ley 9.814        | 05/08/2010       | 2.393.791           | 530.194              | 0                     |                         |                     |
| Corrientes          | Ley 5.974        | 26/05/2010       | 63.840              | 292.251              | 414.228               |                         |                     |
| Mendoza             | Ley 8.051        | 14/07/2010       | 82.613              | 1.800.595            | 150.980               |                         |                     |
| Río Negro           | Ley 4.552        | 08/07/2010       | 181.900             | 252.700              | 44.300                |                         |                     |
| San Luis            | Ley IX-0697-2009 | 16/12/2009       | 526.962             | 1.887.363            | 738.305               |                         |                     |
| Tucumán             | Ley 8.304        | 24/06/2010       | 526.638             | 219.413              | 164.461               |                         |                     |
| Santa Cruz          | Ley 3.142        | 17/08/2010       | 180.569             | 343.249              | 0                     |                         |                     |
| Catamarca           | Ley 5.311        | 09/09/2010       | 587.123             | 1.543.593            | 302.966               |                         |                     |
| San Juan            | Ley 8.174        | 11/11/2010       | 70.206              | 1.386.429            | 37.898                | Ley 1439-L              | 18/07/2016          |
| Jujuy               | Ley 5.676        | 14/04/2011       | 213.152             | 832.334              | 163.457               |                         |                     |
| La Pampa            | Ley 2.624        | 16/06/2011       | 150.619             | 2.516.128            | 676.629               |                         |                     |
| Neuquén             | Ley 2.780        | 09/11/2011       | 192.686             | 347.672              | 3.559                 |                         |                     |
| Tierra del Fuego    | Ley 869/12       | 25/04/2012       | 311.707             | 401.918              | 20.282                |                         |                     |
| Santa Fe            | Ley 13.372       | 11/12/2013       | 663.520             | 1.190.271            | 0                     |                         |                     |
| Entre Ríos          | Ley 10.284       | 28/03/2014       | 345.498             | 1.070.543            | 445.287               |                         |                     |
| La Rioja            | Ley 9.711        | 01/09/2015       | 307.401             | 684.642              | 38.778                |                         |                     |
| Buenos Aires        | Ley 14.888       | 21/12/2016       | 63.886              | 716.379              | 189.678               |                         |                     |

## Impacto
Un estudio científico analizó el impacto de la Ley de Bosques, centrándose fundamentalmente en los mecanismos de ordenamiento territorial exigidos por la ley y la responsabilidad de los gobiernos provinciales y municipales en realizar dicho ordenamiento. El estudio analizó las provincias de Salta, Santiago del Estero y Chaco (las más afectadas por la deforestación en Argentina) y encontró que la gestión de los gobiernos locales podía tener un impacto en reducir la deforestación.

### Deforestación ilegal
Otro estudio proveniente del campo de las ciencias sociales realizó una serie de entrevistas con los actores involucrados en la implementación del OTBN en Salta. El estudio encontró que a pesar de la sanción de la ley, las denuncias por extracción ilegal de madera y desmontes encubiertos continuaron a lo largo de todo el proceso de ordenamiento territorial.
Las denuncias por desmontes ilegales continuaron también en Chaco, señalando la ausencia de controles, fallas en el proceso de regulación e implementación y la postergación de las comunidades indígenas en los procesos de regularización de la tierra y de diseño de la ley.